# 聖約翰勳章
耶路撒冷聖約翰醫院德望崇隆榮譽團勳章（The Most Venerable Order of the Hospital of St John of Jerusalem），簡稱聖約翰勳章（The Order of St John），是皇家骑士勋位，1831年在英国设立，1888年成立骑士法团，现在遍布英联邦、香港、爱尔兰、马来西亚及美国等国家与地区，其宗旨是在全球范围内“预防及救治伤病，并改进世界各地人民的卫生与健康”。
圣约翰骑士团在世界共有约25,000团员（confrères），其宗教信仰各异，但主要是基督教新教徒，其他教徒一般获得“名誉团员”资格。在部分英联邦王国，获得某些政府或宗教职位者可自动加入圣约翰骑士团，除此之外团籍仅可经由邀请获得，个人不可申请。圣约翰骑士团最为人知的活动是其旗下的服务机构，即聖約翰救護機構和在巴勒斯坦服务的圣约翰眼科医院集团：参与这些服务机构没有宗教派别限制。圣约翰骑士团和世界各地其他源于医院骑士团的组织一起组成世界耶路撒冷的圣约翰骑士团联盟（The Alliance of the Orders of St. John of Jerusalem）。

## 勳銜
聖約翰勳銜均正式獲騎士團統領（英國君主）封贈，其儀式排名在各國各有不同，在英聯邦王國一般排在其他爵級勳位之後，在戰功勳章之前。共設 6 種級別，由最高階至最低階分別為：
- 一等 — 聖約翰執事大十字勳銜 （Bailiff/Dame Grand Cross，男女皆簡稱「GCStJ」）
- 二等
  - 第一階 —聖約翰爵級正義司令勳銜 （Knight/Dame of Justice，男性簡稱「KStJ」，女性簡稱「DStJ」）
  - 第二階 —聖約翰爵級天恩司令勳銜 （Knight/Dame of Grace，男性簡稱「KStJ」，女性簡稱「DStJ」）
- 三等 — 聖約翰司令勳銜 （Commander，簡稱「CStJ」）
- 四等 — 聖約翰官佐勳銜 （Officer，簡稱「OStJ」）
- 五等 — 聖約翰員佐勳銜 （Member, 簡稱「MStJ」）

## 服飾式樣與標準佩章
只有獲授聖約翰官佐勳銜或以上的獲勳者才可穿上斗篷（mantle），斗篷以黑色作主調，並配上聖約翰的徽號。

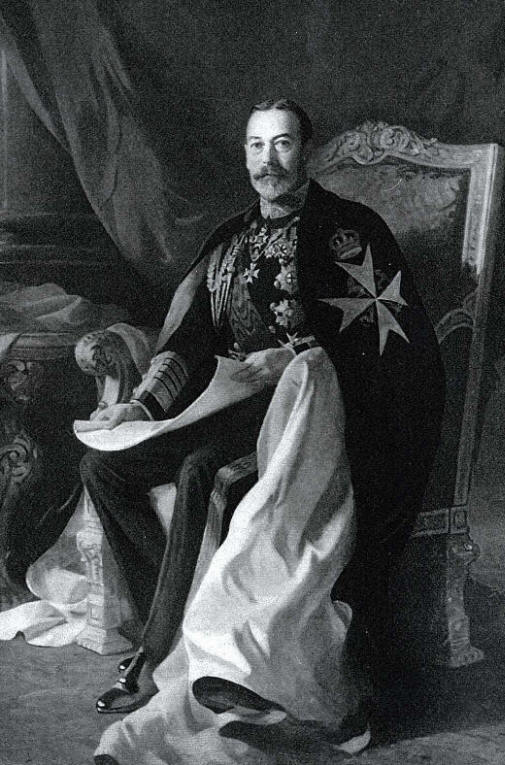
英國國王喬治五世陛下穿聖約翰君主大十字勳銜禮服

| 聖約翰勳章： | 聖約翰勳章：     | 聖約翰勳章：     | 聖約翰勳章：     | 聖約翰勳章：     | 聖約翰勳章：     | 聖約翰勳章：     | 聖約翰勳章： |
| ------------ | ---------------- | ---------------- | ---------------- | ---------------- | ---------------- | ---------------- | ------------ |
| 級別         | 執事大十字勳銜   | 爵級正義司令勳銜 | 爵級天恩司令勳銜 | 司令勳銜         | 官佐勳銜         | 員佐勳銜         |              |
| 縮寫         | GCStJ            | KStJ/DStJ        | KStJ/DStJ        | CStJ             | OStJ             | MStJ             |              |
| 勳章         |                  |                  |                  |                  |                  |                  |              |
| 尺寸         | 82.5（3.25英寸） | 76.2（3.00英寸） | 57.2（2.25英寸） | 57.2（2.25英寸） | 57.2（2.25英寸） | 44.4（1.75英寸） |              |
| 質料         | 金               | 金，磁漆         | 磁漆             | 磁漆             | 磁漆             | 磁漆             |              |
| 背景及裝飾   | 金               | 金色(深色)       | 金色(淺色)       | 銀色             | 銀色             | 銀色             |              |

## 地位
圣约翰骑士团的统领一职都由英国君主担任（现任为查爾斯三世国王），所有的受封者的勋章皆由英国国王陛下所赐。聖約翰國王陛下大十字君主勳銜之獲勳者可在自己姓名後加上縮寫「HM-StJ」；其餘各級勳銜之獲勳者也可在自己姓名後加上相應的縮寫。

## 优先和专利
聖約翰勳章获得者在其他骑士排名之后，其妻子、儿女和女婿也享受优先，但是女性获得者的亲属没有优先权。而且过去总是一个英国国教会的主教任總管官。
聖約翰勳章获得者不能被冠以“爵士”或“女爵士”称衔，但是可以在他们的名字后面加上該級勳章的缩写。假如佩戴者还获得其他勋章的话该缩写放在所有其他缩写之后。
聖約翰勳章获得者可以拥有自己的纹章。

## 外部連結
- 聖約翰團體 （页面存档备份，存于）
- 馬來西亞聖約翰救護機構 （页面存档备份，存于）
- 香港聖約翰救護機構
- 聖約翰救護機構英國總部 （页面存档备份，存于）
- 聖約翰東正教醫院騎士團
- 聖約翰歷史